# Bothriomyrmex modestus
Bothriomyrmex modestus  (лат.) — вид муравьёв рода Bothriomyrmex из подсемейства долиходерины.

## Распространение
Вид является эндемичным для степных территорий России (Калмыкия) и Украины (заповедник Провальская степь, Луганская область).

## Описание
Мелкие муравьи, длина тела рабочих от 2,1 до 2,4 мм, самки от 2,65 до 2,95 мм, самцы от 2,35 до 2,5 мм. Рабочие имеют красно-бурые голову и грудку и бурое брюшко, желтоватые усики и ноги. Самки темно-бурого цвета с густым и коротким прилежащим опушением; усики и ноги светло-бурого цвета. Голова слегка удлиненная, несколько суженная к своему переднему концу. Окраска самцов и их опушение сходно с самками.
Временный социальный паразит местных видов Tapinoma. Типовая серия собрана в гнезде Tapinoma ambiguum.
Описан украинским и советским энтомологом Радченко Александром Григорьевичем в 1985 году.